# Vsevolod Miller
Pour les articles homonymes, voir Miller.
Vsevolod Fiodorovitch Miller (en russe : Все́волод Фёдорович Ми́ллер), né le 7 (19) avril 1848 à Moscou et mort le 5 (18) novembre 1913 à Saint-Pétersbourg, est un philologue, folkloriste, linguiste, anthropologue et archéologue russe, membre correspondant de l'Académie russe des sciences de Saint-Pétersbourg (1911).

## Biographie
Fils du poète et traducteur Fiodor Bogdanovitch Miller, d'une famille Russe allemande, Vsevolod Miller est diplômé en 1870 de l'Université d'État de Moscou, où il deviendra professeur en 1884. En 1881, il est élu président du département d'ethnographie de la Société des naturalistes de Moscou. Il est l'un des fondateurs de la Revue d'Ethnographie (1889–1916), conservateur du Musée Ethnographique Dachkova de Moscou (1884–1897), et directeur de l'Institut Lazarev des langues orientales (1897–1911). Il s'est attaché à l'étude des langues indo-iraniennes (en particulier l'ossète), ainsi qu'à celle du russe et du folklore russe.
Miller a aussi été président de la Société des amateurs de sciences naturelles, d'anthropologie et d'ethnographie de 1889 à 1890.

## Études sur la langue et le folklore ossètes
Vsevolod Miller a effectué cinq voyages en Ossétie, au cours desquels il a étudié la langue, le mode de vie et les croyances des Ossètes, et recueilli des éléments de leur folklore. Ces voyages ont abouti à la publication d'une série d'ouvrages intitulée Études ossètes (Осетинские этюды).
La première partie, Textes ossètes (Moscou, 1881), contient des textes folkloriques en langue ossète, traduits et commentés en russe. Il comporte en particulier plusieurs légendes nartes (La naissance de Batraz, La mort de Khamyts, le père de Batraz, Soslan et Ouryzmag, etc.)
La deuxième partie, Recherches (Moscou, 1882) comporte une phonétique et une grammaire détaillées de la langue ossète, ainsi qu'un chapitre sur les croyances religieuses des Ossètes.
La troisième partie, Recherches (Moscou, 1887), dédiée à Maxime Kovalevsky (qui l'avait accompagné dans le Caucase en 1883), contient des résultats de recherche historique et ethnographique. On y trouve en particulier une description du territoire habité par les Ossètes, une démonstration de l'origine septentrionale (steppique) des Ossètes, des digressions sur les Scythes, les Sarmates et les Alains. Le livre comporte également des exemples du dialecte d'Ossétie du Sud, une compilation de proverbes en dialectes digor et iron, et d'autres matériaux.
Les textes en ossète de la série des Études ossètes ont été publiés dans une transcription spéciale basée sur l'alphabet cyrillique, mais différent de l'alphabet ossète alors utilisé dans le sens d'une plus grande précision.

## Œuvres
- Всеволод Ф. Миллер, Осетинскіе этюды [Осетинские этюды], vol. 1 : Осетинскіе тексты,‎ 1881 (lire en ligne)
- Всеволод Ф. Миллер, Осетинскіе этюды [Осетинские этюды], vol. 2 : Изслѣдованія [Исследования],‎ 1882 (lire en ligne)
- Всеволод Ф. Миллер, Осетинскіе этюды [Осетинские этюды], vol. 2 : Изслѣдованія [Исследования],‎ 1887 (lire en ligne)